# Mário Lino
Mário Goulart Lino (Horta, 9 gennaio 1937) è un ex calciatore portoghese, di ruolo difensore.

## Carriera

### Club
Ha giocato nella massima serie portoghese.

### Nazionale
Ha collezionato sei presenze con la propria Nazionale.

## Statistiche

### Cronologia presenze e reti in Nazionale
| Cronologia completa delle presenze e delle reti in nazionale ― Portogallo | Cronologia completa delle presenze e delle reti in nazionale ― Portogallo | Cronologia completa delle presenze e delle reti in nazionale ― Portogallo | Cronologia completa delle presenze e delle reti in nazionale ― Portogallo | Cronologia completa delle presenze e delle reti in nazionale ― Portogallo | Cronologia completa delle presenze e delle reti in nazionale ― Portogallo | Cronologia completa delle presenze e delle reti in nazionale ― Portogallo | Cronologia completa delle presenze e delle reti in nazionale ― Portogallo |
| Data                                                                      | Città                                                                     | In casa                                                                   | Risultato                                                                 | Ospiti                                                                    | Competizione                                                              | Reti                                                                      | Note                                                                      |
| ------------------------------------------------------------------------- | ------------------------------------------------------------------------- | ------------------------------------------------------------------------- | ------------------------------------------------------------------------- | ------------------------------------------------------------------------- | ------------------------------------------------------------------------- | ------------------------------------------------------------------------- | ------------------------------------------------------------------------- |
| 19-3-1961                                                                 | Oeiras                                                                    | Portogallo                                                                | 6 – 0                                                                     | Lussemburgo                                                               | Qual. Mondiali 1962                                                       | -                                                                         |                                                                           |
| 21-5-1961                                                                 | Oeiras                                                                    | Portogallo                                                                | 1 – 1                                                                     | Inghilterra                                                               | Qual. Mondiali 1962                                                       | -                                                                         |                                                                           |
| 4-6-1961                                                                  | Oeiras                                                                    | Portogallo                                                                | 0 – 2                                                                     | Argentina                                                                 | Amichevole                                                                | -                                                                         |                                                                           |
| 8-10-1961                                                                 | Lussemburgo                                                               | Lussemburgo                                                               | 4 – 2                                                                     | Portogallo                                                                | Qual. Mondiali 1962                                                       | -                                                                         |                                                                           |
| 25-10-1961                                                                | Wembley                                                                   | Inghilterra                                                               | 2 – 0                                                                     | Portogallo                                                                | Qual. Mondiali 1962                                                       | -                                                                         |                                                                           |
| 6-5-1962                                                                  | San Paolo                                                                 | Brasile                                                                   | 2 – 1                                                                     | Portogallo                                                                | Amichevole                                                                | -                                                                         |                                                                           |
| Totale                                                                    |                                                                           | Presenze                                                                  | 6                                                                         |                                                                           | Reti                                                                      | 0                                                                         |                                                                           |

## Palmarès

### Giocatore

#### Competizioni nazionali
- Campionato portoghese: 2

Sporting CP: 1961-1962, 1965-1966
- Coppa del Portogallo: 1

Sporting CP: 1962-1963

#### Competizioni internazionali
- Coppa delle Coppe: 1

Sporting CP: 1963-1964

### Allenatore

#### Competizioni nazionali
- Campionato portoghese: 1

Sporting CP: 1973-1974
- Coppa del Portogallo: 2

Sporting CP: 1972-1973, 1973-1974
- Taça Federação Portuguesa de Futebol: 1

Sporting Braga: 1976-1977